# Acaulon sphaericum
Acaulon sphaericum là một loài rêu trong họ Pottiaceae. Loài này được J. Shaw mô tả khoa học đầu tiên năm 1878.